# Ciuleni, Cluj
Ciuleni (în maghiară Incsel) este un sat în comuna Mărgău din județul Cluj, Transilvania, România.

## Note, referințe

Ciuleni în Harta Iosefină a Transilvaniei, 1769-1773

## Lăcașuri de cult
- Biserica de lemn din Ciuleni